# Културно растение
Културни растения или съкратено култури са растения, чието развитие е съществено повлияно от човека за задоволяване на различни нужди. Те могат да се отглеждат за получаване на храни за човека и животните, за суровини на леката промишленост, за рекултивиране на терени и пр.
В земеделската наука, освен ботаническа класификация на културните видове, се използват стопански класификации.